# Сельское поселение «Батаканское»
Се́льское поселе́ние «Батаканское» — муниципальное образование в Газимуро-Заводском районе Забайкальского края Российской Федерации.
Административный центр — село Батакан.

## История
Статус и границы сельского поселения установлены Законом Читинской области от 19 мая 2004 года «Об установлении границ, наименований вновь образованных муниципальных образований и наделении их статусом сельского, городского поселения в Читинской области».
Закон Забайкальского края от 25 декабря 2013 года № 922-ЗЗК «О преобразовании и создании некоторых населенных пунктов Забайкальского края»:

## Население
| 2010 | 2011 | 2012 | 2013 | 2014 | 2015 | 2016 |
| ---- | ---- | ---- | ---- | ---- | ---- | ---- |
| 827  | ↘826 | ↘816 | ↘810 | ↘793 | ↘777 | ↘772 |
| 2017 | 2018 | 2019 | 2020 | 2021 |      |      |
| ↗773 | ↘756 | ↘752 | ↘732 | ↘620 |      |      |

## Состав сельского поселения
| № | Населённый пункт | Тип населённого пункта       | Население |
| - | ---------------- | ---------------------------- | --------- |
| 1 | Батакан          | село, административный центр | ↘438      |
| 2 | Закаменная       | село                         | ↘69       |
| 3 | Курлея           | село                         | ↘4        |
| 4 | Луговское        | село                         | ↘205      |
| 5 | Новый Батакан    | село                         |           |